# Module (hydrologie)
Pour les articles homonymes, voir Module.
Le module correspond au débit hydrologique moyen interannuel (pluriannuel) d'un cours d'eau : c'est une synthèse des débits moyens annuels (QMA) d'un cours d'eau sur une période de référence (au moins 30 ans de mesures consécutives). 
Il est généralement exprimé en mètres cubes par seconde (m3/s). Il est calculé, en un point du cours d'eau, sur une durée suffisamment longue (annuelle ou pluriannuelle) pour ne pas être influencé par les variations journalières ou saisonnières du débit (crues exceptionnelles, fontes de neige extraordinaires…). Le fait que ce soit un coefficient annuel permet de connaître l'importance relative du cours d'eau. 

## Calcul

### Calcul du débit moyen annuel
On obtient le débit moyen annuel en effectuant une moyenne arithmétique et pondérée des débits moyens journaliers.
{\displaystyle Q_{\rm {{\bar {M}}A}}={\frac {Q_{\rm {{\bar {M}},Janvier}}\times 31+\ldots +Q_{\rm {{\bar {M}},Novembre}}\times 30+Q_{\rm {{\bar {M}},{\text{Décembre}}}}\times 31}{365}}}
On peut aussi calculer la moyenne arithmétique de 365 valeurs journalières pour arriver au même résultat (en considérant plusieurs années). 

### Calcul du module
Le module est égal à la valeur moyenne pluriannuelle d'un cours d'eau. 
Pour l'obtenir, on réalise une moyenne des {\displaystyle Q_{\rm {{\bar {M}}A}}} d'une tranche d'années de mesures du débit moyen annuel du cours d'eau (tranches de 20 à 30 ans en général).

## Module spécifique
Le module spécifique est le module rapporté à la surface du bassin versant, généralement exprimé en litres par seconde et par kilomètre carré (l⋅s−1⋅km−2). Il permet d'étudier et de comparer l'hydrologie de bassins versants de dimensions différentes.